# 西坑畲族镇
西坑畲族镇是中华人民共和国浙江省温州市文成县下辖的一个镇。

## 行政区划
西坑畲族镇下辖以下村级行政区划单位：
西坑村、塘垟村、梧溪村、旁边垟村、让川村、敖里村、双田村、江山村、南坑垟村、叶岸村、双前村、苗圃生活区、种羊场生活区、石垟林场生活区和叶胜林场生活区。